# Dinocryptus femoratus
Dinocryptus femoratus är en stekelart som först beskrevs av Cameron 1902.  Dinocryptus femoratus ingår i släktet Dinocryptus och familjen brokparasitsteklar. Inga underarter finns listade i Catalogue of Life.